# The Chronicles of Riddick: Escape from Butcher Bay
The Chronicles of Riddick: Escape from Butcher Bay (с англ. — «Хроники Риддика: Побег из Бухты Мясника») — видеоигра, научно-фантастический шутер от первого лица с элементами стелс-экшен. Игра Escape from Butcher Bay разработана шведской студией Starbreeze Studios в сотрудничестве с Tigon Studios. Действие игры проходит во вселенной фильмов о Риддике, он же является протагонистом. Действие игры происходит до событий фильма «Чёрная дыра»; игра является приквелом фильма.
Вин Дизель, играющий роль Риддика в фильмах, также озвучил его же в игре и предоставил свою внешность компьютерному персонажу. В отличие от менее удачного фильма, игра получила очень положительные отзывы у критиков, некоторые из которых даже заявили, что игра вышла лучше, чем фильм.
7 апреля 2009 года вышел полный ремейк и дополнение Escape from Butcher Bay — The Chronicles of Riddick: Assault on Dark Athena, которое также разработано компаниями Starbreeze Studios и Tigon Studios. Игра вышла на Xbox 360, PlayStation 3 и ПК (Windows, Mac OS X).

## Сюжет
Охотник за головами по имени Джонс привозит Риддика — главного героя игры, в тюрьму особого режима «Бухту Мясника».
Хозяин тюрьмы Хокси сажает Риддика на первый уровень. Но Риддик начинает продумывать план побега. По просьбе одного заключённого он убивает главаря одной из тюремных банд, после чего этот заключённый помогает Риддику попасть в медкабинет. Оттуда Риддик пускается в бега. Введя свою ДНК в систему безопасности, Риддик получает возможность пользоваться оружием охраны. В секции тюрьмы, куда поместили Риддика, начинается бунт. Возвратившись в тюремный блок, Риддик проникает через яму во дворе в канализацию, где встречает неприятных мутантов. Кроме мутантов в канализации живёт ещё и священник Джо, который зашивает Риддику рану. Именно в это время у Риддика появляются светящиеся глаза, позволяющие ему видеть в темноте. Риддик проникает через канализацию в помещения охраны. Чтобы пробраться в ангар космопорта, ему понадобились глаза Эббота — начальника охраны, который уже успел насолить Риддику. Риддик тяжело ранит его, но тут появляется Джонс, который хочет забрать Риддика из этой тюрьмы, поскольку Хокси не хочет много платить. Тут появляется сам Хокси. Он отправляет Риддика на нижний уровень тюрьмы, в шахты. Его помещают в башню 17.
Риддик принимает участие в событиях таким образом, чтобы оказаться в допросном помещении, где нет камер, один на один с охраной, и у Риддика это получается. Выживший Эббот и несколько охранников уводят Риддика в допросную, чтобы «поболтать». Риддик использует невероятный выброс энергии, который уничтожает всех охранников. Но Эббот вновь выживает. Однако Риддик сразу после этого убивает его в рукопашной схватке.
Риддик проникает в центральные помещения шахт, встречает Джаггера Вэланса, который рассказывает ему о том, что неподалёку есть пещера с большим количеством монстров, выпустив которых, можно создать панику среди охраны. Риддик отправляется в башню 19, где ему передают взрывчатку, и, возвратившись, выпускает на волю этих монстров. Используя панику, он добирается до последнего помещения, где расправляется с боевым роботом. Таким образом, Риддик добирается до спасательного корабля. В нём Джаггер Вэланс пытается открыть дверь к управлению кораблём. Однако вновь появляется Джонс. Риддик и Джонс начинают рукопашный бой, однако Джаггер неудачным выстрелом из пистолета задевает обоих.
Хокси очень разозлён и решает отправить Риддика в криокамеру, где его дни будут тянуться вечно. Но Риддик хитростью выбирается оттуда и вновь пускается в бега. Он крадёт боевого робота и идёт крушить помещения охраны. Добравшись до взлётной платформы, он не обнаруживает там спасательного корабля. Однако Джонс приводит корабль, всё ещё надеясь отвезти Риддика в другую тюрьму. Риддик отбирает у Джонса управление кораблём, но не торопится улетать, ведь осталось ещё одно дело.
Риддик берёт Хокси врасплох в его кабинете. Тот после короткого диалога прячется в укрытие и вызывает двух своих личных роботов-охранников, которых Риддику приходится убить. Охрана уже подбирается к кабинету Хокси, и Риддик переодевает Хокси под себя, а сам одевается охранником и идёт вместе с Джонсом к кораблю. Ворвавшаяся в кабинет охрана, приняв Хокси за Риддика, расстреливает его.
В конце Риддик улетает вместе с Джонсом из Бухты Мясника.

## Игровой процесс
В фильмах Риддик использует в бою как оружие, так и подручные предметы, а иногда и свои руки. В игре игрок также может использовать оружие и рукопашный бой (кулаки, ножи, кастеты). Игра совмещает стэлс с экшеном, заставляя игрока то сражаться с множеством противником используя стрелковое оружие, то прятаться в тени и тихо убивать охранников.
Важной составляющей игры является коллекционирование сигаретных пачек, каждая из которых открывает в меню определённый бонус, начиная с рекламного ролика фильма «Хроники Риддика» и заканчивая первой главой из одноимённой книги Алана Дина Фостера по мотивам этого фильма.
В ПК-версии был добавлен режим, где в ходе игры можно прослушивать комментарии разработчиков, рассказывающих о том, как они создавали тот или иной момент. 

## Графика
The Chronicles of Riddick: Escape from Butcher Bay стала одной из первых игр, использующих normal mapping — технологию, делающую текстуры более объёмными и реалистичными. Также в игре используются мягкие тени.

## Оценки
| Сводный рейтинг       | Сводный рейтинг | Сводный рейтинг |
| Издание               | Оценка          | Оценка          |
| Издание               | PC              | Xbox            |
| --------------------- | --------------- | --------------- |
| GameRankings          | 90,95 %         | 88,61 %         |
| Metacritic            | 90/100          | 89/100          |
| MobyRank              | 89 %            | 88 %            |
| Иноязычные издания    |                 |                 |
| Издание               | Оценка          | Оценка          |
| Издание               | PC              | Xbox            |
| 1UP.com               | N/A             | 9/10            |
| 4Players              | 9/10            | N/A             |
| CVG                   | N/A             | 83/100          |
| Edge                  | N/A             | 7/10            |
| EGM                   | N/A             | 8,7/10          |
| Eurogamer             | 9/10            | 9/10            |
| Game Informer         | N/A             | 9,5/10          |
| GameRevolution        | B+              | B+              |
| GameSpot              | 9,3/10          | 9,3/10          |
| GameSpy               | [ 22 ]          | [ 23 ]          |
| GamesRadar+           | 8/10            | [ 25 ]          |
| GameZone              | 9,2/10          | 9,2/10          |
| IGN                   | 8,8/10          | 8,5/10          |
| Jeuxvideo.com         | 18/20           | 17/20           |
| Русскоязычные издания |                 |                 |
| Издание               | Оценка          | Оценка          |
| Издание               | PC              | Xbox            |
| Absolute Games        | 93 %            | N/A             |
| «PC Игры»             | 8,5/10          | N/A             |
| «Игромания»           | 9,5/10          | N/A             |
| «Страна игр»          | N/A             | 9/10            |

В 2008 году журнал «Мир фантастики» включил The Chronicles of Riddick: Escape from Butcher Bay в список 100 лучших фантастических игр, раздел «Игроизации». Было отмечено, что творение Starbreeze называют одним из лучших игровых воплощений фильмов. Новые приключения Риддика выделялись интерактивностью и демонстрировали последние достижения в области визуальных решений. Помимо технологий вроде normal mapping и мягких теней игра отличается способностью «с головой окунуть любого в мир будущего, где умение выживать куда важнее меткости».